# Арабское Евангелие детства Спасителя
Ева́нгелие де́тства (араб. إنجيل الطفولية‎, ʾинджӣл ат̣-т̣уфӯлиййа; лат. Evangelium infantiae) — апокрифическое Евангелие детства Иисуса Христа, написанное на арабском языке.

## История
Кембриджский профессор Генри Сайк (англ. Henry Sike; лат. Henricus Sike) приобрел в Лионе манускрипт на арабском языке, который в 1697 году перевёл на латинский язык и опубликовал оба текста (арабский и латинский) в одной книге. Рукопись, приобретённая Сайком, была потеряна, и учёные не получили возможности установить время её написания. Фрагменты арабского текста позже удалось обнаружить в книгохранилищах Рима и Парижа, а в Библиотеке Лауренциана во Флоренции была найдена (и до сих пор хранится) рукопись из 47 листов, которая содержит полный арабский текст Евангелия детства. В настоящее время это старейшая рукопись апокрифа. Этот манускрипт в конце подписан и поэтому точно датирован. Он создан «верным и смиренным рабом Господним Исааком», скопирован им с более раннего рукописного текста, в четырнадцатый день месяца сциабата 1610 года Александровой эры (февраль 1299 года). В рукописи большое количество миниатюр, иллюстрирующих практически все эпизоды «Евангелия детства». Е. К. Редин в VII томе «Записок Императорского Русского Археологического общества» опубликовал часть из них. Флорентийская рукопись «Евангелия детства» до сих пор не опубликована в полном виде.
На протяжении XVIII—XIX веков латинский перевод Сайка многократно переиздавался как в Англии, так и в Германии в составе различных сборников новозаветных апокрифов. В 1832 году немецкий богослов и исследователь библейских текстов Иоганн Карл Тило (англ. Johann Karl Thilo, 1794—1853) вновь опубликовал (по изданию Г. Сайка) утраченный арабский текст вместе с исправленным им латинским переводом. Через 20 лет К. Тишендорф вместе с арабистом Г. Флейшером сделали тщательную сверку латинской и арабской версий текста. В результате работы двух учёных были выявлены многочисленные разночтения. В 1853 году Тишендорф издал текст «Евангелия детства» в сборнике апокрифических евангелий — «Evangelia apocrypha», а в подстрочнике своей книги указал все разночтения. Текст Тишендорфа стал классическим.

## Русские переводы
В 1914 году впервые был издан русский текст «Арабского евангелия детства», перевод был выполнен В. В. Гейманом по латинской версии Тило. Русский перевод И. Ю. Крачковского остается неопубликованным. В 2000 году был издан новый перевод на русский язык, выполненный А. П. Скогоревым.
"Арабское Евангелие детства" было опубликовано на русском языке в 2019 году в книге Б. Деревенского (составитель и комментатор) "Иисус Христос в документах истории", с. 260 и след.
В книге "Новозаветные Апокрифы" (изд. "Амфора", М. 2016) также опубликован текст "Арабского Евангелия детства" (с.66  - 105)

## Содержание
«Евангелие детства» по мнению некоторых библеистов написано под влиянием "Протоевангелия Иакова" и "Евангелия от Фомы".
В «Евангелии детства» рассказывается о Рождестве Христовом и повитухе Саломее, о её исцелении и о том, как она сохранила крайнюю плоть (или пуповину) Христа, о поклонении волхвов, об Обрезании Христа, Сретении Христа, об избиении младенцев, бегстве в Египет и о чудесах младенца Христа в Египте, таких как крушение идола, исцеление сына жреца, страх разбойников, исцеление одной, затем другой бесноватой, исцеление немой невесты, очищение прокаженной девушки, очищение прокажённого младенца, рождённого женой властителя, превращение обратно в человека мула, заколдованного магом, а также о встрече Христа с теми разбойниками, которых вместе с ним распнут на Кресте; также о чудесах подростка и юноши Иисуса после его возвращения в Назарет — чудеса в лавке красильщика, коронование Иисуса детьми, наказание грубияна, оживление глиняных фигурок, Иисус в школе, Иисус-плотник и т. д. Заканчивается «Евангелие детства» крещением Иисуса.
В апокрифе присутствуют параллели с Кораном, в частности 19-й сурой, в которой Иса также говорит, будучи младенцем в колыбели:

Она показала на него, и они сказали: «Как мы можем говорить с младенцем в колыбели?». ۝ Он сказал: «Воистину, я — раб Аллаха. Он даровал мне Писание и сделал меня пророком.

Оригинальный текст (ар.)فَأَشَارَتْ إِلَيْهِ قَالُوا كَيْفَ نُكَلِّمُ مَن كَانَ فِي الْمَهْدِ صَبِيًّا قَالَ إِنِّي عَبْدُ اللَّهِ آتَانِيَ الْكِتَابَ وَجَعَلَنِي نَبِيًّا— Коран 19:29, 30 (Кулиев)
Время написания апокрифа определить трудно, есть предположение, что сочинение было написано на сирийском языке в V или VI веке и лишь позднее переведено на арабский язык. По этой причине в англоязычной литературе «Евангелие детства» называют не «Арабским», а «Сирийским».